# Grubigstein

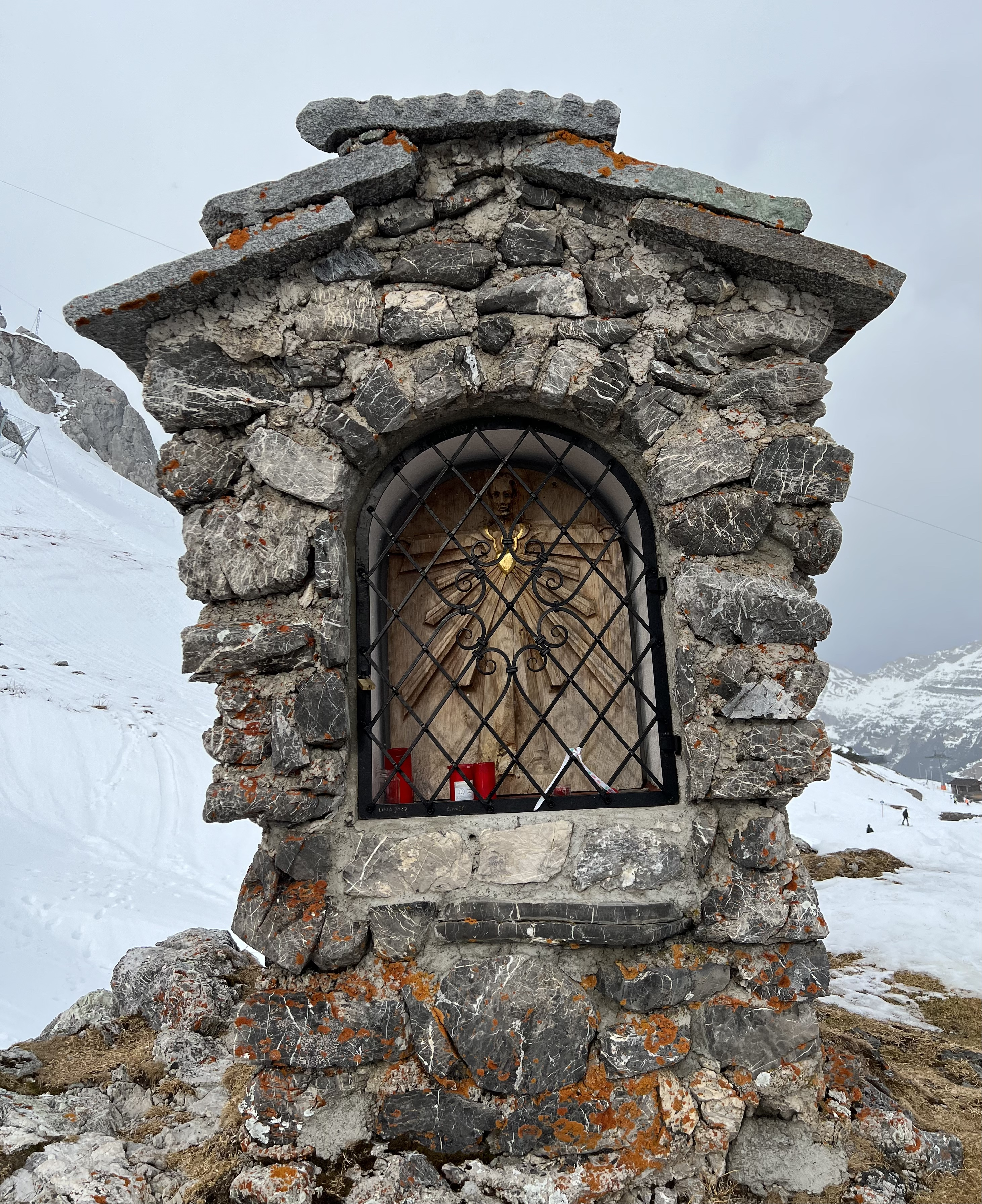
Christus Pantokrator nahe dem Gipfel

Der Grubigstein ist ein 2233 m ü. A. hoher Berg in den Lechtaler Alpen.

## Lage

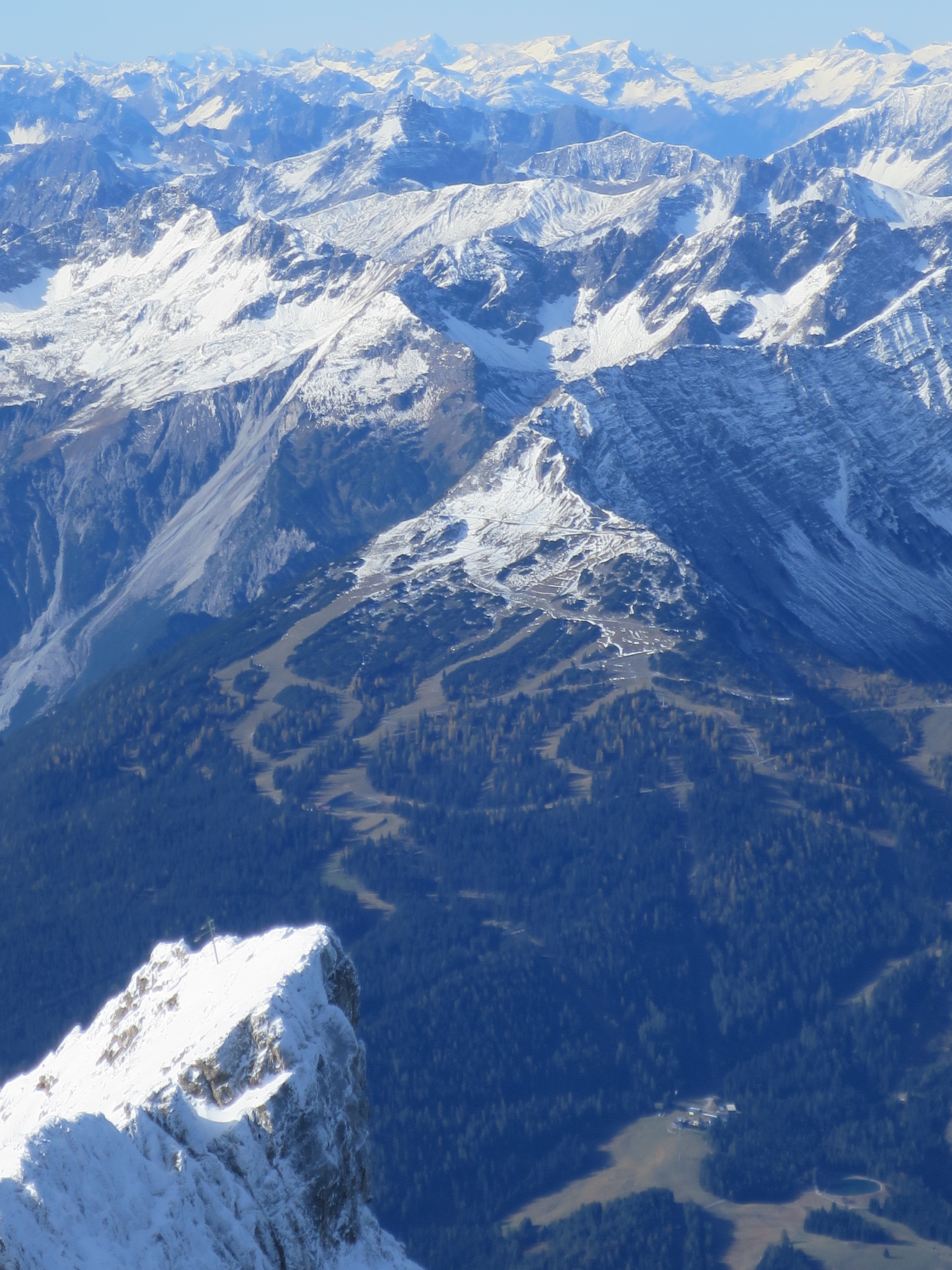
Blick von der Zugspitze auf den Grubigstein (Bildzentrum)

Der Grubigstein liegt in Tirol am Ostrand der Lechtaler Alpen, einer Gebirgsgruppe der Nördlichen Kalkalpen, und stellt einen schrofigen dreigipfeligen Aufschwung am Ende des Gartnerwand-Ostgrats dar. Der Gipfel befindet sich rund 6 km (Luftlinie) südwestlich von Ehrwald sowie unmittelbar südwestlich von Lermoos bzw. westlich von Biberwier. Trotz seiner geringen Eigenständigkeit in Bezug auf die geographischen Kenngrößen Dominanz und Prominenz ist seine perspektivisch bedingte optische Eigenständigkeit vor allem von Lermoos aus groß.
Den nordost- und ostseitigen Talfuß durchzieht der 3168 m lange Lermooser Tunnel, ein Abschnitt der Fernpassstraße (B179). Im Südwesten überragt der Grubigstein das Quellgebiet der Loisach, im Süden den Fernpass.

## Tourismus
An den Nordost- und Ostflanken des Grubigsteins befindet sich das Lermooser Skigebiet. Auf einer Felsstufe unterhalb des Gipfels liegt das mit einer Seilbahn erreichbare private Gipfelhaus (2028 m ü. A.). Auf einem nach Norden auslaufenden Grasrücken betreibt der Deutsche Alpenverein die Wolfratshauser Hütte (1753 m ü. A.).
Von der Bergstation der Seilbahn erreicht man den Grubigstein-Hauptgipfel in rund einer Stunde, aus dem Tal (von Lermoos oder Biberwier) in ca. vier Stunden.

## Ausblick
Vom Gipfelkreuz bietet sich ein schöner Rundblick über Ammergauer Alpen, Wettersteingebirge mit Zugspitze, Mieminger Gebirge und Lechtaler Alpen, bei guter Sicht erkennt man auch Teile vom Karwendel sowie den Stubaier und Ötztaler Alpen.